# Marvin Ceballos
Marvin José Ceballos Flores (ur. 22 kwietnia 1992 w mieście Gwatemala) – gwatemalski piłkarz występujący na pozycji lewego pomocnika, reprezentant Gwatemali, od 2022 roku zawodnik Xinabajul.
Profesjonalnym piłkarzem i reprezentantem kraju był również jego ojciec Marvin Ceballos (zawodnik m.in. Municipalu i Comunicaciones).

## Kariera klubowa
Ceballos urodził się w stołecznym mieście Gwatemala, jednak wychowywał się w pobliskim Amatitlán. Ma starszą siostrę i młodszego brata. W wieku 10 lat dołączył do akademii juniorskiej krajowego potentata Comunicaciones FC. Tam szybko zaczął przejawiać ponadprzeciętny talent i przydzielono go do drużyny rocznika starszego o trzy lata. Trener Comunicaciones, Iván Franco Sopegno, opisywał Ceballosa następująco:

[Ceballos] to jeden z tych piłkarzy, którzy oprócz umiejętności i obiecującej przyszłości mają w sobie to „coś”, które sprawia, że strzelają gole w najważniejszych momentach, wyróżniają się w najważniejszych meczach. Ten chłopak urodził się z czymś takim.

W gwatemalskiej Liga Nacional zadebiutował w wieku 17 lat, 20 marca 2010 w wygranym 3:0 meczu z Heredią, zaś pierwszego gola strzelił 7 grudnia 2011 w wygranej 3:0 konfrontacji z Xelajú MC. Jego karierę zastopowała dyskwalifikacja – w styczniu 2012 wraz z kolegami z drużyny Fredym Thompsonem i Adolfo Machado został zawieszony na dwa lata za stosowanie niedozwolonej substancji (boldenonu). Piłkarz odwołał się od decyzji do FIFA, która jednak podtrzymała karę. Do gry powrócił w styczniu 2014. Ogółem wywalczył z Comunicaciones pięć mistrzostw Gwatemali (Apertura 2010, Clausura 2011, Clausura 2014, Apertura 2014, Clausura 2015) i jedno wicemistrzostwo Gwatemali (Apertura 2011).
W lipcu 2015 Ceballos przebywał na testach w amerykańskim New England Revolution, lecz ostatecznie przeszedł do Indy Eleven, występującego na drugim szczeblu rozgrywek – North American Super League (NASL). Był opisywany jako jeden z ciekawszych młodych piłkarzy w lidze, chwalono go za kreatywność i technikę. W styczniu 2016 przeszedł do innego klubu z NASL, Carolina RailHawks, gdzie był jednak wyłącznie rezerwowym i na koniec roku nie przedłużono z nim umowy. Wobec braku ofert zza granicy powrócił do ojczyzny, zasilając ówczesnego mistrza, Antigua GFC. W czerwcu 2017 ponownie został piłkarzem Comunicaciones FC. Wywalczył z nim tytuł wicemistrza Gwatemali (Apertura 2018).
W styczniu 2019 Ceballos został piłkarzem mistrza kraju, Deportivo Guastatoya, zaś w lipcu 2019 podpisał umowę z meksykańskim drugoligowcem Universidad de Guadalajara. Ze względu na trudności finansowe klubu związane z pandemią COVID-19 oraz reformą rozgrywek nie przedłużono z nim umowy, wobec czego po roku spędzonym w Meksyku powrócił do Guastatoyi. Tam zdobył kolejne mistrzostwo Gwatemali (Apertura 2020).

## Kariera reprezentacyjna
W kwietniu 2009 Ceballos w barwach reprezentacji Gwatemali U-17 prowadzonej przez Antonio Garcíę wziął udział w mistrzostwach CONCACAF U-17. W kwalifikacjach rozegrał pięć meczów i strzelił po golu w meczach z Nikaraguą (13:0) oraz Panamą (1:1), zaś w turnieju finałowym zagrał w 3 meczach i zdobył bramkę w konfrontacji z Kostaryką (1:1). Jego drużyna odpadła z rozgrywek w fazie grupowej.
W marcu 2011 Ceballos został powołany przez selekcjonera Evera Hugo Almeidę do reprezentacji Gwatemali U-20 na mistrzostwa CONCACAF U-20. Wystąpił wówczas we wszystkich 5 meczach (w 4 z nich w wyjściowym składzie), a będący gospodarzami Gwatemalczycy dotarli aż do półfinału – przegrali w nim z Kostaryką (1:2) – zajmując trzecie miejsce w turnieju i po raz pierwszy w historii zakwalifikowali się na młodzieżowe mistrzostwa świata. Na sierpniowych mistrzostwach świata U-20 w Kolumbii Ceballos rozegrał wszystkie 4 mecze w pierwszym składzie i strzelił gola w ostatnim meczu fazy grupowej z Chorwacją (1:0). Jego bramka jest pierwszą i jak dotąd jedyną zdobytą przez Gwatemalę na jakimkolwiek turnieju organizowanym przez FIFA. Dała również jego zespołowi awans do fazy pucharowej mistrzostw, gdzie Gwatemalczycy odpadli w 1/8 finału z Portugalią (0:1). Na młodzieżowym mundialu Ceballos imponował szybkością i mobilnością, zaś jego drużyna została okrzyknięta w mediach „złotym pokoleniem Gwatemali”.
We wrześniu 2011 Ceballos znalazł się w składzie reprezentacji Gwatemali U-23 na środkowoamerykańskie preeliminacje do igrzysk olimpijskich w Londynie. Podopieczni Gary’ego Stempela przegrali jednak obydwa mecze i odpadli z dalszej rywalizacji.
W seniorskiej reprezentacji Gwatemali Ceballos zadebiutował już w wieku 18 lat za kadencji selekcjonera Evera Hugo Almeidy, 4 września 2010 w wygranym 5:0 meczu towarzyskim z Nikaraguą. Almeida nazwał Ceballosa zawodnikiem o „ogromnej przyszłości”. We wrześniu 2014 został powołany przez selekcjonera Ivána Franco Sopegno na turniej Copa Centroamericana. Tam rozegrał tylko jedno z pięciu spotkań, a Gwatemalczycy dotarli do finału i przegrali w nim z Kostaryką (1:2). Pierwszego gola w dorosłej drużynie narodowej strzelił 15 sierpnia 2018 w wygranym 3:0 sparingu z Kubą.